# Heptathlon aux Jeux olympiques d'été de 2024
Pour des articles plus généraux, voir Athlétisme aux Jeux olympiques d'été de 2024 et Épreuves combinées aux Jeux olympiques (athlétisme).
Navigation
Tokyo 2020 Los Angeles 2028
Le concours de l'heptathlon aux Jeux olympiques de 2024 se déroule les 8 et 9 août 2024 au Stade de France, au nord de Paris, en France.

## Records
Avant cette compétition, les records dans cette discipline étaient les suivants : 
| Record du monde  | Jackie Joyner-Kersee (USA) | 7 291 pts | Séoul | 23 et 24 septembre 1988 |
| Record olympique | Jackie Joyner-Kersee (USA) | 7 291 pts | Séoul | 23 et 24 septembre 1988 |

## Programme

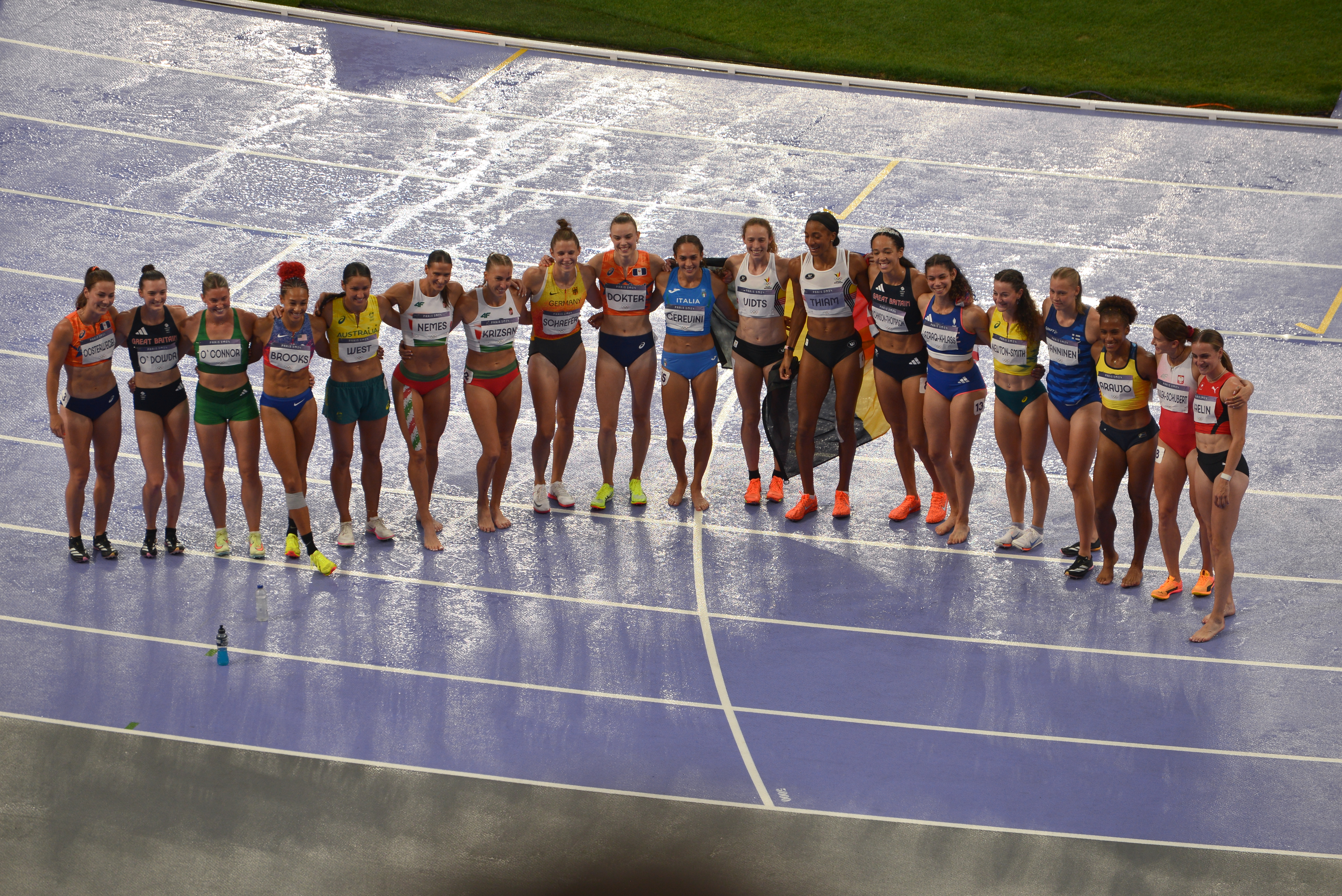
L'équipe du Heptathlon aux Jeux olympiques d'été de 2024

| Date            | Horaire  | Manche            |
| --------------- | -------- | ----------------- |
| Jeudi 8 août    | 10 h 00  | 100 m haies       |
| Jeudi 8 août    | à suivre | Saut en hauteur   |
| Jeudi 8 août    | 19 h 00  | Lancer du poids   |
| Jeudi 8 août    | à suivre | 200 m             |
| Vendredi 9 août | 10 h 00  | Saut en longueur  |
| Vendredi 9 août | à suivre | Lancer du javelot |
| Vendredi 9 août | 19 h 00  | 800 m             |

## Classement général
| Rang                                | Athlète                   | Pays            | Temps / distance Nombre de points | Temps / distance Nombre de points | Temps / distance Nombre de points | Temps / distance Nombre de points | Temps / distance Nombre de points | Temps / distance Nombre de points | Temps / distance Nombre de points | Total de points | Note |
| Rang                                | Athlète                   | Pays            | 100 m h.                          | Haut.                             | Poids                             | 200 m                             | Long.                             | Javel.                            | 800 m                             | Total de points | Note |
| ----------------------------------- | ------------------------- | --------------- | --------------------------------- | --------------------------------- | --------------------------------- | --------------------------------- | --------------------------------- | --------------------------------- | --------------------------------- | --------------- | ---- |
| Médaille d'or, Jeux olympiques      | Nafissatou Thiam          | Belgique        | 13 s 56 1041                      | 1,92 m 1132                       | 15,54 m 897                       | 24 s 455 937                      | 6,41 m 978                        | 54,04 m 939                       | 2 min 10 s 62 956                 | 6 880           | SB   |
| Médaille d'argent, Jeux olympiques  | Katarina Johnson-Thompson | Grande-Bretagne | 13 s 40 1065                      | 1,92 m 1132                       | 14,44 m 823                       | 23 s 44 1035                      | 6,40 m 975                        | 45,49 m 773                       | 2 min 4 s 90 1041                 | 6 844           | SB   |
| Médaille de bronze, Jeux olympiques | Noor Vidts                | Belgique        | 13 s 10 1109                      | 1,83 m 1016                       | 14,57 m 832                       | 23 s 86 994                       | 6,40 m 975                        | 45,00 m 763                       | 2 min 6 s 38 1018                 | 6 707           | PB   |
| 4                                   | Annik Kälin               | Suisse          | 12 s 87 1144                      | 1,74 m 903                        | 14,02 m 795                       | 23 s 88 992                       | 6,59 m 1036                       | 48,14 m 824                       | 2 min 11 s 33 945                 | 6 639           | NR   |
| 5                                   | Anna Hall                 | États-Unis      | 13 s 36 1071                      | 1,89 m 1093                       | 14,11 m 801                       | 23 s 89 991                       | 5,93 m 828                        | 45,99 m 783                       | 2 min 4 s 39 1048                 | 6 615           | SB   |
| 6                                   | Sofie Dokter              | Pays-Bas        | 13 s 57 1040                      | 1,86 m 1054                       | 13,97 m 792                       | 23 s 73 1007                      | 6,26 m 930                        | 42,46 m 715                       | 2 min 13 s 52 914                 | 6 452           | PB   |
| 7                                   | Martha Araújo             | Colombie        | 13 s 15 1102                      | 1,71 m 867                        | 14,15 m 804                       | 24 s 46 937                       | 6,61 m 1043                       | 45,67 m 776                       | 2 min 17 s 55 857                 | 6 386           | AR   |
| 7                                   | Xénia Krizsán             | Hongrie         | 13 s 61 1034                      | 1,77 m 941                        | 13,89 m 787                       | 24 s 92 894                       | 6,03 m 859                        | 49,52 m 851                       | 2 min 6 s 27 1020                 | 6 386           | SB   |
| 7                                   | Emma Oosterwegel          | Pays-Bas        | 13 s 41 1063                      | 1,74 m 903                        | 14,54 m 830                       | 24 s 35 947                       | 5,68 m 753                        | 52,39 m 906                       | 2 min 8 s 67 984                  | 6 386           | SB   |
| 10                                  | Jade O'Dowda              | Grande-Bretagne | 13 s 53 1046                      | 1,80 m 978                        | 13,10 m 734                       | 24 s 97 890                       | 6,33 m 953                        | 44,05 m 745                       | 2 min 12 s 12 934                 | 6 280           |      |
| 11                                  | Taliyah Brooks            | États-Unis      | 13 s 00 1124                      | 1,77 m 941                        | 13,58 m 766                       | 24 s 02 979                       | 6,15 m 896                        | 38,76 m 644                       | 2 min 13 s 95 908                 | 6 258           |      |
| 12                                  | Adrianna Sułek-Schubert   | Pologne         | 13 s 32 1077                      | 1,77 m 941                        | 13,94 m 790                       | 24 s 20 962                       | 6,22 m 918                        | 36,63 m 603                       | 2 min 12 s 06 935                 | 6 226           | SB   |
| 13                                  | Sveva Gerevini            | Italie          | 13 s 40 1065                      | 1,74 m 903                        | 12,80 m 714                       | 23 s 58 1021                      | 6,08 m 874                        | 39,68 m 661                       | 2 min 8 s 84 982                  | 6 220           |      |
| 14                                  | Kate O'Connor             | Irlande         | 14 s 08 967                       | 1,77 m 941                        | 13,79 m 780                       | 24 s 77 908                       | 5,79 m 786                        | 50,36 m 867                       | 2 min 13 s 25 918                 | 6 167           |      |
| 15                                  | Saga Vanninen             | Finlande        | 13 s 61 1034                      | 1,74 m 903                        | 14,19 m 807                       | 24 s 74 911                       | 5,85 m 804                        | 47,00 m 802                       | 2 min 14 s 36 902                 | 6 163           | SB   |
| 16                                  | Auriana Lazraq-Khlass     | France          | 13 s 54 1044                      | 1,68 m 830                        | 13,69 m 773                       | 23 s 87 993                       | 5,59 m 726                        | 45,37 m 771                       | 2 min 9 s 45 973                  | 6 110           |      |
| 17                                  | Carolin Schäfer           | Allemagne       | 13 s 42 1062                      | 1,71 m 867                        | 14,02 m 795                       | 23 s 85 995                       | 5,52 m 706                        | 46,45 m 791                       | 2 min 16 s 78 868                 | 6 084           | SB   |
| 18                                  | Rita Nemes                | Hongrie         | 13 s 82 1004                      | 1,77 m 941                        | 13,64 m 770                       | 25 s 61 832                       | 5,88 m 813                        | 43,64 m 737                       | 2 min 10 s 10 963                 | 6 060           |      |
| 19                                  | Camryn Newton-Smith       | Australie       | 13 s 46 1056                      | 1,80 m 978                        | 13,11 m 735                       | 24 s 76 909                       | 5,78 m 783                        | 44,77 m 759                       | 2 min 24 s 63 762                 | 5 982           |      |
| 20                                  | Tori West                 | Australie       | 13 s 62 1033                      | 1,71 m 867                        | 12,81 m 715                       | 24 s 73 912                       | 5,41 m 674                        | 48,79 m 837                       | 2 min 20 s 97 810                 | 5 848           |      |
| 21                                  | Chari Hawkins             | États-Unis      | 13 s 16 1100                      | 0 m NM                            | 13,64 m 770                       | 24 s 49 934                       | 5,90 m 819                        | 44,30 m 750                       | 2 min 15 s 76 882                 | 5 255           |      |
| -                                   | Anouk Vetter              | Pays-Bas        | 13 s 49 1052                      | 1,74 m 903                        | 15,07 m 866                       | 24 s 36 946                       | 6,12 m 887                        | DNS 0                             |                                   | DNF             |      |
| -                                   | Sophie Weißenberg         | Allemagne       | DNS 0                             | DNS 0                             | DNS 0                             | DNS 0                             |                                   |                                   |                                   | DNS             |      |

## Résultats détaillés

### 100 mètres haies
| Rang | Série | Athlète                   | Pays            | Temps   | Points | Notes |
| ---- | ----- | ------------------------- | --------------- | ------- | ------ | ----- |
| 1    | 3     | Annik Kälin               | Suisse          | 12 s 87 | 1144   |       |
| 2    | 3     | Taliyah Brooks            | États-Unis      | 13 s 00 | 1124   |       |
| 3    | 3     | Noor Vidts                | Belgique        | 13 s 10 | 1109   |       |
| 4    | 3     | Martha Araújo             | Colombie        | 13 s 15 | 1102   |       |
| 5    | 3     | Chari Hawkins             | États-Unis      | 13 s 16 | 1100   |       |
| 6    | 1     | Adrianna Sułek            | Pologne         | 13 s 32 | 1077   |       |
| 7    | 3     | Anna Hall                 | États-Unis      | 13 s 36 | 1071   |       |
| 8    | 3     | Sveva Gerevini            | Italie          | 13 s 40 | 1065   |       |
| 8    | 1     | Katarina Johnson-Thompson | Grande-Bretagne | 13 s 40 | 1065   |       |
| 10   | 2     | Emma Oosterwegel          | Pays-Bas        | 13 s 41 | 1063   |       |
| 11   | 2     | Carolin Schäfer           | Allemagne       | 13 s 42 | 1062   |       |
| 12   | 2     | Camryn Newton-Smith       | Australie       | 13 s 46 | 1056   |       |
| 13   | 2     | Anouk Vetter              | Pays-Bas        | 13 s 49 | 1052   |       |
| 14   | 1     | Jade O’Dowda              | Grande-Bretagne | 13 s 53 | 1046   |       |
| 15   | 3     | Auriana Lazraq-Khlass     | France          | 13 s 54 | 1044   |       |
| 16   | 2     | Nafissatou Thiam          | Belgique        | 13 s 57 | 1040   |       |
| 17   | 1     | Sofie Dokter              | Pays-Bas        | 13 s 56 | 1041   |       |
| 18   | 1     | Xénia Krizsán             | Hongrie         | 13 s 61 | 1034   |       |
| 18   | 2     | Saga Vanninen             | Finlande        | 13 s 61 | 1034   |       |
| 20   | 1     | Tori West                 | Australie       | 13 s 62 | 1033   |       |
| 21   | 2     | Rita Nemes                | Hongrie         | 13 s 82 | 1004   |       |
| 22   | 1     | Kate O'Connor             | Irlande         | 14 s 08 | 967    |       |
| 23   | 2     | Sophie Weißenberg         | Allemagne       | -       | DNS    |       |

### Saut en hauteur
| Rang | Groupe | Athlète                   | Pays            | Marque | Points | Notes | Après 2 épreuves | Après 2 épreuves |
| Rang | Groupe | Athlète                   | Pays            | Marque | Points | Notes | Total points     | Classt général   |
| ---- | ------ | ------------------------- | --------------- | ------ | ------ | ----- | ---------------- | ---------------- |
| 1    | B      | Nafissatou Thiam          | Belgique        | 1,92 m | 1132   |       | 2 173            | 2                |
| 2    | B      | Katarina Johnson-Thompson | Grande-Bretagne | 1,92 m | 1132   | SB    | 2 197            | 1                |
| 3    | B      | Anna Hall                 | États-Unis      | 1,89 m | 1093   | SB    | 2 164            | 3                |
| 4    | B      | Sofie Dokter              | Pays-Bas        | 1,86 m | 1054   | SB    | 2 094            | 5                |
| 5    | B      | Noor Vidts                | Belgique        | 1,83 m | 1016   |       | 2 125            | 4                |
| 6    | B      | Jade O’Dowda              | Grande-Bretagne | 1,80 m | 978    |       | 2 024            | 9                |
| 7    | B      | Camryn Newton-Smith       | Australie       | 1,80 m | 978    |       | 2 034            | 8                |
| 8    | B      | Taliyah Brooks            | États-Unis      | 1,77 m | 941    |       | 2 065            | 6                |
| 8    | B      | Adrianna Sułek            | Pologne         | 1,77 m | 941    |       | 2 018            | 10               |
| 10   | A      | Kate O'Connor             | Irlande         | 1,77 m | 941    | SB    | 1 908            | 19               |
| 11   | A      | Xénia Krizsán             | Hongrie         | 1,77 m | 941    | SB    | 1 975            | 11               |
| 11   | A      | Rita Nemes                | Hongrie         | 1,77 m | 941    |       | 1 945            | 16               |
| 13   | A      | Annik Kälin               | Suisse          | 1,74 m | 1.74   | SB    | 2 047            | 7                |
| 14   | B      | Saga Vanninen             | Finlande        | 1,74 m | 1.74   |       | 1 937            | 17               |
| 14   | A      | Anouk Vetter              | Pays-Bas        | 1,74 m | 1.74   | SB    | 1 955            | 15               |
| 16   | B      | Sveva Gerevini            | Italie          | 1,74 m | 1.74   |       | 1 968            | 13               |
| 17   | A      | Emma Oosterwegel          | Pays-Bas        | 1,74 m | 1.74   | SB    | 1 966            | 14               |
| 18   | A      | Carolin Schäfer           | Allemagne       | 1,71 m | 1.71   |       | 1 929            | 18               |
| 18   | A      | Tori West                 | Australie       | 1,71 m | 1.71   |       | 1 900            | 20               |
| 20   | A      | Martha Araújo             | Colombie        | 1,71 m | 1.71   |       | 1 969            | 12               |
| 21   | A      | Auriana Lazraq-Khlass     | France          | 1,68 m | 1.68   |       | 1 874            | 21               |
|      | B      | Chari Hawkins             | États-Unis      | NM     | 0      |       | 1 100            | 22               |
|      | A      | Sophie Weißenberg         | Allemagne       | DNS    |        |       | DNS              | DNS              |

### Lancer du poids
| Rang | Groupe | Athlète                   | Pays            | Essais  | Essais  | Essais  | Marque  | Points | Notes | Après 3 épreuves | Après 3 épreuves |
| Rang | Groupe | Athlète                   | Pays            | 1       | 2       | 3       | Marque  | Points | Notes | Total points     | Classt général   |
| ---- | ------ | ------------------------- | --------------- | ------- | ------- | ------- | ------- | ------ | ----- | ---------------- | ---------------- |
| 1    | B      | Nafissatou Thiam          | Belgique        | x       | 15,20 m | 15,54 m | 15,54 m | 897    | PB    | 3 070            | 1                |
| 2    | B      | Anouk Vetter              | Pays-Bas        | 13,88 m | 14,04 m | 15,07 m | 15,07 m | 866    |       | 2 821            | 8                |
| 3    | B      | Noor Vidts                | Belgique        | 14,34 m | 14,23 m | 14,57 m | 14,57 m | 832    |       | 2 957            | 3                |
| 4    | A      | Emma Oosterwegel          | Pays-Bas        | 13,28 m | 14,54 m | 14,46 m | 14,54 m | 830    | PB    | 2 796            | 10               |
| 5    | A      | Katarina Johnson-Thompson | Grande-Bretagne | 13,38 m | 12,65 m | 14,44 m | 14,44 m | 823    | PB    | 3 020            | 2                |
| 6    | B      | Saga Vanninen             | Finlande        | 13,98 m | 14,19 m | 13,67 m | 14,19 m | 807    |       | 2 744            | 15               |
| 7    | A      | Martha Araújo             | Colombie        | 14,15 m | 13,68 m | 13,69 m | 14,15 m | 804    | PB    | 2 773            | 11               |
| 8    | B      | Anna Hall                 | États-Unis      | 13,42 m | 14,11 m | x       | 14,11 m | 801    |       | 2 965            | 3                |
| 9    | B      | Carolin Schäfer           | Allemagne       | 13,80 m | 13,88 m | 14,02 m | 14,02 m | 795    |       | 2 724            | 16               |
| 10   | B      | Annik Kälin               | Suisse          | 14,02 m | 13,79 m | x       | 14,02 m | 795    |       | 2 842            | 6                |
| 11   | A      | Sofie Dokter              | Pays-Bas        | 12,91 m | 13,97 m | 13,10 m | 13,97 m | 792    | PB    | 2 886            | 5                |
| 12   | A      | Adrianna Sułek            | Pologne         | 13,94 m | x       | x       | 13,94 m | 790    | SB    | 2 808            | 9                |
| 13   | A      | Xénia Krizsán             | Hongrie         | 13,89 m | 13,89 m | x       | 13,89 m | 787    |       | 2 762            | 13               |
| 14   | B      | Kate O'Connor             | Irlande         | 13,79 m | 13,30 m | 13,32 m | 13,79 m | 780    |       | 2 688            | 18               |
| 15   | B      | Auriana Lazraq-Khlass     | France          | 13,69 m | x       | x       | 13,69 m | 773    |       | 2 647            | 20               |
| 16   | B      | Rita Nemes                | Hongrie         | 13,64 m | 13,27 m | 13,33 m | 13,64 m | 770    |       | 2 715            | 17               |
| 17   | B      | Chari Hawkins             | États-Unis      | 13,64 m | 13,32 m | 13,01 m | 13,64 m | 770    |       | 1 870            | 22               |
| 18   | B      | Taliyah Brooks            | États-Unis      | 13,58 m | 12,73 m | 12,77 m | 13,58 m | 766    |       | 2 831            | 7                |
| 19   | A      | Camryn Newton-Smith       | Australie       | 12,44 m | 13,11 m | 12,53 m | 13,11 m | 735    |       | 2 769            | 12               |
| 20   | A      | Jade O’Dowda              | Grande-Bretagne | x       | 13,05 m | 13,10 m | 13,10 m | 734    |       | 2 758            | 14               |
| 21   | A      | Tori West                 | Australie       | 12,52 m | 12,81 m | 12,68 m | 12,81 m | 715    |       | 2 615            | 21               |
| 22   | A      | Sveva Gerevini            | Italie          | 12,80 m | 12,20 m | 11,98 m | 12,80 m | 714    | PB    | 2 682            | 19               |
|      | A      | Sophie Weißenberg         | Allemagne       | DNS     |         |         |         |        |       | DNS              | DNS              |

### 200 mètres
| Rang | Série | Athlète                   | Pays            | Temps          | Points | Notes | Après 4 épreuves | Après 4 épreuves |
| Rang | Série | Athlète                   | Pays            | Temps          | Points | Notes | Total points     | Classt général   |
| ---- | ----- | ------------------------- | --------------- | -------------- | ------ | ----- | ---------------- | ---------------- |
| 1    | 3     | Katarina Johnson-Thompson | Grande-Bretagne | 23 s 44        | 1 035  |       | 4 055            | 1                |
| 2    | 2     | Sveva Gerevini            | Italie          | 23 s 58        | 1 021  | PB    | 3 703            | 13               |
| 3    | 3     | Sofie Dokter              | Pays-Bas        | 23 s 73        | 1 007  |       | 3 893            | 5                |
| 4    | 2     | Carolin Schäfer           | Allemagne       | 23 s 85        | 995    | SB    | 3 719            | 11               |
| 5    | 2     | Noor Vidts                | Belgique        | 23 s 86        | 994    |       | 3 951            | 4                |
| 6    | 3     | Auriana Lazraq-Khlass     | France          | 23 s 87        | 993    |       | 3 640            | 18               |
| 7    | 3     | Annik Kälin               | Suisse          | 23 s 88        | 992    |       | 3 834            | 6                |
| 8    | 2     | Anna Hall                 | États-Unis      | 23 s 89        | 991    |       | 3 956            | 3                |
| 9    | 3     | Taliyah brooks            | États-Unis      | 24 s 02        | 979    |       | 3 810            | 7                |
| 10   | 1     | Adrianna Sułek-Schubert   | Pologne         | 24 s 20        | 962    | SB    | 3 770            | 8                |
| 11   | 2     | Emma Oosterwegel          | Pays-Bas        | 24 s 35        | 947    | SB    | 3 743            | 10               |
| 12   | 3     | Anouk Vetter              | Pays-Bas        | 24 s 36        | 946    |       | 3 767            | 9                |
| 13   | 1     | Nafissatou Thiam          | Belgique        | 24 s 46 (.455) | 937    | SB    | 4 007            | 2                |
| 14   | 2     | Martha Araújo             | Colombie        | 24 s 46 (.456) | 937    |       | 3 710            | 12               |
| 15   | 2     | Chari Hawkins             | États-Unis      | 24 s 49        | 934    |       | 2 804            | 22               |
| 16   | 3     | Tori West                 | Australie       | 24 s 73        | 912    |       | 3 527            | 21               |
| 17   | 1     | Saga Vanninen             | Finlande        | 24 s 74        | 911    | SB    | 3 655            | 16               |
| 18   | 2     | Camryn Newton-Smith       | Australie       | 24 s 76        | 909    |       | 3 678            | 14               |
| 19   | 1     | Kate O'Connor             | Irlande         | 24 s 77        | 908    | SB    | 3 596            | 19               |
| 20   | 1     | Xénia Krizsán             | Hongrie         | 24 s 92        | 894    | SB    | 3 656            | 15               |
| 21   | 1     | Jade O’Dowda              | Grande-Bretagne | 24 s 97        | 890    |       | 3 648            | 17               |
| 22   | 1     | Rita Nemes                | Hongrie         | 25 s 61        | 832    |       | 3 547            | 20               |
|      | 3     | Sophie Weißenberg         | Allemagne       | DNS            |        |       | DNS              | DNS              |

### Saut en longueur
| Rang | Groupe | Athlète                   | Pays            | Marque | Points | Notes | Après 5 épreuves | Après 5 épreuves |
| Rang | Groupe | Athlète                   | Pays            | Marque | Points | Notes | Total points     | Classt général   |
| ---- | ------ | ------------------------- | --------------- | ------ | ------ | ----- | ---------------- | ---------------- |
| 1    | B      | Martha Araujo             | Colombie        | 6,61 m | 1 043  | PB    | 4 753            | 7                |
| 2    | B      | Annik Kälin               | Suisse          | 6,59 m | 1 036  |       | 4 870            | 4                |
| 3    | B      | Nafissatou Thiam          | Belgique        | 6,41 m | 978    |       | 4 985            | 2                |
| 4    | B      | Noor Vidts                | Belgique        | 6,40 m | 975    |       | 4 926            | 3                |
| 5    | B      | Katarina Johnson-Thompson | Grande-Bretagne | 6,40 m | 975    |       | 5 030            | 1                |
| 6    | B      | Jade O'Dowda              | Grande-Bretagne | 6,33 m | 953    |       | 4 601            | 11               |
| 7    | A      | Sofie Dokter              | Pays-Bas        | 6,26 m | 930    |       | 4 823            | 5                |
| 8    | A      | Adrianna Sulek-Schubert   | Pologne         | 6,22 m | 918    | SB    | 4 688            | 9                |
| 9    | B      | Taliyah Brooks            | États-Unis      | 6,15 m | 896    |       | 4 706            | 8                |
| 10   | B      | Anouk Vetter              | Pays-Bas        | 6,12 m | 887    |       | 4 654            | 10               |
| 11   | B      | Sveva Gerevini            | Italie          | 6,08 m | 874    |       | 4 577            | 12               |
| 12   | A      | Xénia Krizsán             | Hongrie         | 6,03 m | 859    |       | 4 515            | 13               |
| 13   | A      | Anna Hall                 | États-Unis      | 5,93 m | 828    |       | 4 784            | 6                |
| 14   | A      | Chari Hawkins             | États-Unis      | 5,90 m | 819    |       | 3 623            | 22               |
| 15   | A      | Rita Nemes                | Hongrie         | 5,88 m | 813    |       | 4 360            | 20               |
| 16   | B      | Saga Vanninen             | Finlande        | 5,85 m | 804    |       | 4 459            | 16               |
| 17   | A      | Kate O'Connor             | Irlande         | 5,79 m | 786    |       | 4 382            | 18               |
| 18   | A      | Camryn Newton-Smith       | Australie       | 5,78 m | 783    |       | 4 461            | 15               |
| 19   | A      | Emma Oosterwegel          | Pays-Bas        | 5,68 m | 753    |       | 4 496            | 14               |
| 20   | B      | Auriana Lazraq-Khlass     | France          | 5,59 m | 726    |       | 4 366            | 19               |
| 21   | A      | Carolin Schaefer          | Allemagne       | 5,52 m | 706    |       | 4 425            | 17               |
| 22   | A      | Tori West                 | Australie       | 5,41 m | 674    |       | 4 201            | 21               |

### Lancer du javelot
| Rang | Groupe | Athlète                   | Pays            | Essais  | Essais  | Essais  | Marque  | Points | Notes | Après 6 épreuves | Après 6 épreuves |
| Rang | Groupe | Athlète                   | Pays            | 1       | 2       | 3       | Marque  | Points | Notes | Total points     | Classt général   |
| ---- | ------ | ------------------------- | --------------- | ------- | ------- | ------- | ------- | ------ | ----- | ---------------- | ---------------- |
| 1    | B      | Nafissatou Thiam          | Belgique        | 54,04 m | x       | 52,56 m | 54,04 m | 939    | SB    | 5 924            | 1                |
| 2    | B      | Emma Oosterwegel          | Pays-Bas        | 51,78 m | 48,97 m | 52,39 m | 52,39 m | 906    |       | 5 402            | 8                |
| 3    | B      | Kate O'Connor             | Irlande         | 50,36 m | 50,17 m | 46,63 m | 50,36 m | 867    |       | 5 249            | 14               |
| 4    | A      | Xénia Krizsán             | Hongrie         | m       | m       | m       | 49,52 m | 851    | SB    | 5 366            | 9                |
| 5    | B      | Tori West                 | Australie       | 48,79 m | x       | 41,83 m | 48,79 m | 837    |       | 5 038            | 20               |
| 6    | B      | Annik Kälin               | Suisse          | 48,14 m | 42,37 m | 45,85 m | 48,14 m | 824    | SB    | 5 694            | 3                |
| 7    | A      | Saga Vanninen             | Finlande        | 46,81 m | 47,00 m | 46,00 m | 47,00 m | 802    | SB    | 5 261            | 13               |
| 8    | B      | Carolin Schaefer          | Allemagne       | 46,45 m | 46,32 m | 45,75 m | 46,45 m | 791    |       | 5 216            | 17               |
| 9    | A      | Anna Hall                 | États-Unis      | x       | 45,99 m | 44,60 m | 49,99 m | 783    | PB    | 5 567            | 5                |
| 10   | B      | Martha Araujo             | Colombie        | x       | 40,66 m | 45,67 m | 45,67 m | 776    |       | 5 529            | 7                |
| 11   | A      | Katarina Johnson-Thompson | Grande-Bretagne | 44,64 m | x       | 45,49 m | 45,49 m | 773    | SB    | 5 803            | 2                |
| 12   | B      | Auriana Lazraq-Khlass     | France          | 43,61 m | 43,25 m | 45,37 m | 45,37 m | 771    |       | 5 137            | 18               |
| 13   | A      | Noor Vidts                | Belgique        | 43,54 m | 43,83 m | 45,00 m | 45,00 m | 763    | PB    | 5 689            | 4                |
| 14   | A      | Camryn Newton-Smith       | Australie       | 38,95 m | 44,77 m | 44,02 m | 44,77 m | 759    |       | 5 220            | 16               |
| 15   | B      | Chari Hawkins             | États-Unis      | 44,30 m | 42,40 m | x       | 44,30 m | 750    |       | 4 373            | 21               |
| 16   | A      | Jade O'Dowda              | Grande-Bretagne | 44,05 m | 43,38 m | 41,94 m | 44,05 m | 745    | SB    | 5 346            | 11               |
| 17   | A      | Rita Nemes                | Hongrie         | 43,64 m | 42,70 m | 42,27 m | 43,64 m | 737    |       | 5 097            | 19               |
| 18   | B      | Sofie Dokter              | Pays-Bas        | 41,23 m | 42,26 m | 42,46 m | 42,46 m | 715    |       | 5 538            | 6                |
| 19   | A      | Sveva Gerevini            | Italie          | 37,74 m | 39,68 m | 36,30 m | 39,68 m | 661    |       | 5 238            | 15               |
| 20   | A      | Taliyah Brooks            | États-Unis      | 37,84 m | 38,76 m | 38,22 m | 38,76 m | 644    |       | 5 350            | 10               |
| 21   | A      | Adrianna Sulek-Schubert   | Pologne         | 35,60 m | x       | 36,63 m | 36,63 m | 603    |       | 5 291            | 12               |
| -    | B      | Anouk Vetter              | Pays-Bas        |         |         |         | -       | -      | DNS   | -                | -                |

### 800 mètres
| Rang | Série | Athlète                   | Pays            | Temps         | Points | Notes | Après 7 épreuves | Après 7 épreuves |
| Rang | Série | Athlète                   | Pays            | Temps         | Points | Notes | Total points     | Classt général   |
| ---- | ----- | ------------------------- | --------------- | ------------- | ------ | ----- | ---------------- | ---------------- |
| 1    | 2     | Anna Hall                 | États-Unis      | 2 min 4 s 39  | 1 048  | =SB   | 6 615            | 5                |
| 2    | 2     | Katarina Johnson-Thompson | Grande-Bretagne | 2 min 4 s 90  | 1 041  | PB    | 6 844            | 2                |
| 3    | 2     | Xénia Krizsán             | Hongrie         | 2 min 6 s 27  | 1 020  | PB    | 6 386            | 7                |
| 4    | 2     | Noor Vidts                | Belgique        | 2 min 6 s 38  | 1 018  | PB    | 6 707            | 3                |
| 5    | 2     | Emma Oosterwegel          | Pays-Bas        | 2 min 8 s 67  | 984    | PB    | 6 386            | 7                |
| 6    | 1     | Sveva Gerevini            | Italie          | 2 min 8 s 84  | 982    | PB    | 6 220            | 13               |
| 7    | 1     | Auriana Lazraq-Khlass     | France          | 2 min 9 s 45  | 973    | PB    | 6 110            | 16               |
| 8    | 1     | Rita Nemes                | Hongrie         | 2 min 10 s 10 | 963    | PB    | 6 060            | 18               |
| 9    | 2     | Nafissatou Thiam          | Belgique        | 2 min 10 s 62 | 956    | PB    | 6 880            | 1                |
| 10   | 2     | Annik Kälin               | Suisse          | 2 min 11 s 33 | 945    | PB    | 6 639            | 4                |
| 11   | 1     | Adrianna Sulek-Schubert   | Pologne         | 2 min 12 s 06 | 935    | SB    | 6 226            | 12               |
| 12   | 1     | Jade O'Dowda              | Grande-Bretagne | 2 min 12 s 12 | 934    |       | 6 280            | 10               |
| 13   | 1     | Kate O'Connor             | Irlande         | 2 min 13 s 25 | 918    | SB    | 6 167            | 14               |
| 14   | 2     | Sofie Dokter              | Pays-Bas        | 2 min 13 s 52 | 914    |       | 6 452            | 6                |
| 15   | 2     | Taliyah Brooks            | États-Unis      | 2 min 13 s 95 | 908    |       | 6 258            | 11               |
| 16   | 1     | Saga Vanninen             | Finlande        | 2 min 14 s 36 | 902    | PB    | 6 163            | 15               |
| 17   | 1     | Chari Hawkins             | États-Unis      | 2 min 15 s 76 | 882    |       | 5 255            | 21               |
| 18   | 1     | Carolin Schaefer          | Allemagne       | 2 min 16 s 78 | 868    | SB    | 6 084            | 17               |
| 19   | 2     | Martha Araujo             | Colombie        | 2 min 17 s 55 | 857    | PB    | 6 386            | 7                |
| 20   | 1     | Tori West                 | Australie       | 2 min 20 s 97 | 810    |       | 5 848            | 20               |
| 21   | 1     | Camryn Newton-Smith       | Australie       | 2 min 24 s 63 | 762    |       | 5 982            | 19               |

## Légende
Records et Performances
- AR : Record continental (area record)
- CR : Record des championnats (championship record)
- MR : Record du meeting (meet record)
- NR : Record national (national record)
- OR : Record olympique (olympic record)
- PR : Record paralympique (paralympic record)
- PB : Record personnel (personal best)
- SB : Meilleure performance personnelle de la saison (season's best)
- WL : Meilleure performance mondiale de l'année (world leader)
- WJR : Record du monde junior (world junior record)
- WR : Record du monde (world record)

Circonstances et Conditions
- DNF : N'a pas terminé (did not finish)
- DNS : N'a pas pris le départ (did not start)
- DQ : Disqualification (disqualification)
- NM : Aucun essai valable enregistré (No Mark)
- Q : Qualifié « directement » au prochain tour (ou à la prochaine compétition), lors d'une compétition majeure, grâce au classement ou à la réalisation des minima (automatic qualifier)
- q : Qualifié au prochain tour (ou à la prochaine compétition), lors d'une compétition majeure, grâce au repêchage ou à la réalisation de l'une des meilleures performances parmi celles des « non qualifiés directement » (grâce au meilleur temps ou à la meilleure distance par exemple) (secondary qualifier)